# Bulbophyllum grandiflorum
Bulbophyllum grandiflorum là một loài phong lan.